# John Alden Carpenter
John Alden Carpenter (ur. 28 lutego 1876 w Park Ridge w stanie Illinois, zm. 26 kwietnia 1951 w Chicago) – amerykański kompozytor.
Studiował na Uniwersytecie Harvarda, gdzie uczył się teorii muzyki i kompozycji u Johna Knowlesa Paine’a. Po ukończeniu w 1897 roku studiów podjął pracę w należącej do jego ojca firmie handlowo-przemysłowej George B. Carpenter & Co. Od 1909 do przejścia na emeryturę w 1936 roku był jej wicedyrektorem. Jednocześnie kontynuował edukację muzyczną, w 1906 roku studiował w Rzymie u Edwarda Elgara, a następnie w latach 1908–1912 w Chicago u Bernharda Ziehna. W 1922 roku Uniwersytet Harvarda przyznał mu tytuł Master of Arts honoris causa.
Tworzył muzykę głównie o charakterze programowym. Pozostawał pod silnym wpływem twórczości impresjonistów francuskich, jako jeden z pierwszych twórców sięgał także po elementy jazzu. Skomponował m.in. suitę orkiestrową Adventures in a Perambulator (1914), Concertino na fortepian i orkiestrę (1915), cykl pieśni Gitanjali na głos i fortepian do tekstu Rabindranatha Tagore (1913; wersja na orkiestrę 1934), poemat symfoniczny Sea Drift według Walta Whitmana (1933), balety The Birthday of the Infanta (1917), Krazy Kat (1921) i Skyscrapers (1923–1924), ponadto 2 symfonie, koncerty fortepianowy, skrzypcowy i wiolonczelowy, kwartet smyczkowy (1927), kwintet fortepianowy (1934), utwory na chór i orkiestrę Songs of Faith (1931) i Song of Freedom (1941).